# Plachetnatkovití
Plachetnatkovití (Linyphiidae) jsou druhou nejpočetnější čeledí pavouků, která zahrnuje téměř 4500 popsaných druhů v 591 rodech. Čeleď pojmenoval John Blackwall v roce 1859. V Čechách se vyskytuje asi 300 druhů (to je asi polovina všech českých druhů pavouků).

## Popis
Významným společným rysem plachetnatek je jednotný tvar kloubovitě pohyblivé části samčího makadla zvané paracymbium – je to osamostatněný úsek lodičkovitého posledního článku makadla, které ve své dutině uzavírá rozmnožovací orgán bulbus. U celé čeledi toto paracymbium připomíná tvarem písmeno U.
Chelicery plachetnatek jsou dobře vyvinuty a jejich žlábky, do kterých se přiklápí drápkovitý článek, lemují četné zoubky. Chelicery jsou opatřeny stridulačními rýhami. Plachetnatkovití jsou převážně drobní pavouci, délka těla kolísá od 0,8 do 12 mm, pavučenky jsou spíše drobnější – 2 až 3 mm, pouze některé plachetnatky jsou větší než 10mm. Osm očí ve dvou řadách, přední střední oči menší, zadní oči bývají někdy umístěny na výrůstcích karapaxu (hrbolech různých tvarů, které mívají zvláště samci některých druhů). Zbarvení někdy pestré, ale drobné druhy jsou většinou hnědé, nohy většinou jinak zbarvené, dlouhé a štíhlé opatřené na chodidlech třemi drápky. Kribelum chybí, zadeček je vždy delší než široký.

## Biologie
Jsou rozšířeni od nížin až do hor a obývají různé biotopy osvětlené i zastíněné, suché i mokřady, mohou obývat i místa narušená činností člověka. Drobné druhy žijí v detritu, v opadance a pouze větší druhy tkají sítě na vegetaci. Základem sítě plachetnatek je zpravidla vodorovná pavučinová plachetka (odtud pochází název čeledi), na jejíž spodní straně je pavouk zavěšen hřbetem dolů za koncové drápky nohou. Kromě plachetky jsou na sítích patrná i dlouhá svislá vlákna, která slouží k vypínání plachetky a jako nárazová zóna pro létající hmyz. Pouze ty největší pavučiny jsou tak nápadné, že si jich běžně všimneme. V podzimní přírodě je to zejména síť plachetnatky keřové (Linyphia triangularis). Tzv. aeronautické druhy používají k rozšíření populace na nová stanoviště cestování na pavučinovém vlákně a osídlí tak často i velmi vzdálená či nehostinná stanoviště, např. rozlehlé lány, výsypky hlušiny. Osídlují tak i vzdálené ostrovy. Z českých druhů jsou tím známy plachetnatka obecná (Agyneta rurestris), pavučenka létavá (Erigone atra), pavučenka zoubkatá (Erigone dentipalpis) či pavučenka rolní (Oedothorax apicatus).
U plachetnatek existuje veliká vzájemná tolerance mezi samicí a samečkem – samec často tráví dlouhou dobu před kopulací v samiččině síti, aniž by došlo k jeho napadení. Na severní polokouli tvoří plachetnatky početnou složku jeskynní fauny – těmto rodům zcela scházejí oči (rody Troglohyphanthes a Stygohyphantes).

## Taxonomie
Čeleď plachetnatkovití (Linyphiidae) se v 80. letech dvacátého století rozrostla na téměř dvojnásobek, když do ní byla vřazena původně samostatná čeleď pavučenkovití (Micryphantidae) – dnes podčeleď Erigoninae . To se stalo na základě výsledků výzkumu britského arachnologa Alfreda Franka Millidge (1914–2012), který porovnával rozdíly a shody různých orgánů, především kopulačních orgánů u pavouků těchto čeledí.

### Podčeledi
Čeleď plachetnatkovití zahrnuje několik podčeledí.

#### Dubiaraneinae
Ve světě v 11 rodech, v Česku se nevyskytují.

#### Erigoninae – pavučenky
Jsou největší podčeledí plachetnatkovitých, celosvětově zahrnující více než 2000 druhů. Populace v Česku je rozdělena do 87 rodů.
Velmi drobné druhy s délkou těla nejčastěji kolem 2 mm, jen výjimečně více než 3 mm. Většinou jednobarevní, hnědí někdy s proužky na hlavohrudi. Samci mají často bizarní výběžky na přední části hlavohrudi, na kterých mají někdy oči. Vyvýšeniny mají po stranách zahloubeniny, do kterých samice při kopulaci zaklesne své chelicery a tím se sníží její agresivita vůči samci, tomu napomáhají i výměšky žláz na hlavohrudi, které samice při kopulaci saje. Samci mají typickou tibiální apofýzu.

#### Ipainae – plachetnatky
Ve světě devět rodů, v Česku tři druhy ve dvou rodech.
Spíše drobné druhy.

#### Linyphiinae – plachetnatky
Ve světě 71 rodů, v Česku 46 druhů ve 13 rodech.
Patří sem i největší druhy plachetnatkovitých s délkou těla 5 – 7 mm. Jinak se jedná většinou o drobné druhy. Bývají pestře zbarveni, samci postrádají výrůstky na hlavohrudi i tibiální apofýzu.

#### Micronetinae – plachetnatky
Celosvětově asi 90 rodů, v ČR 90 druhů ve 33 rodech.
Velmi drobné druhy jen výjimečně větší než 3 mm.

#### Mynogleninae
22 rodů ve světě, v ČR žádný.

#### Stemonyphantinae
Ve světě dva rody, v Česku žádný.

### Zástupci žijící v Česku
- plachetnatka keřová – Linyphia triangularis (Clerck, 1757)
- plachetnatka pozemní – Tenuiphantes cristatus (Menge, 1866)
- plachetnatka nákorní – Drapetisca socialis (Sundevall, 1833)
- plachetnatka obecná – Agyneta rurestris (C. L. Koch, 1836)

## Galerie

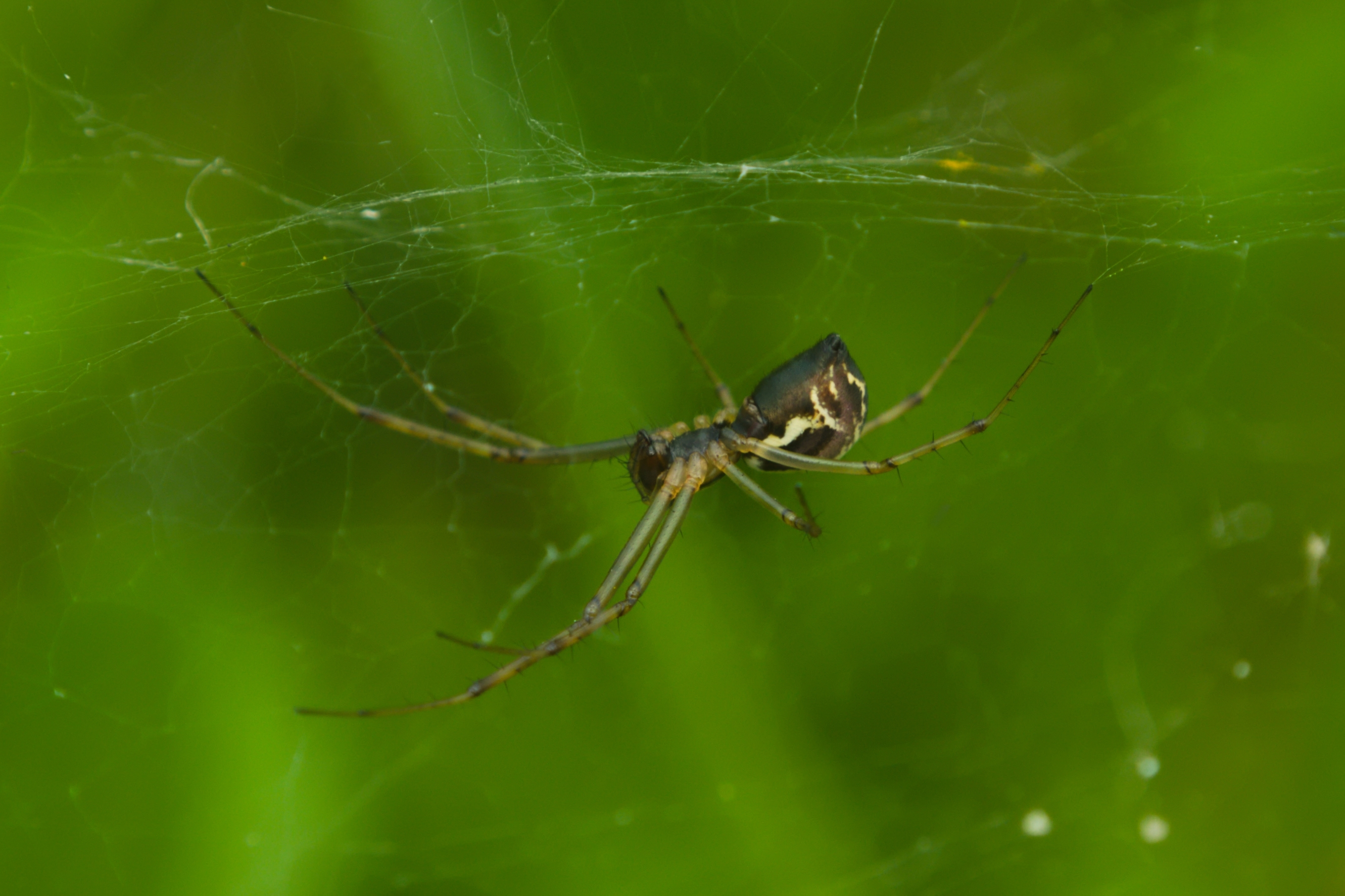
Plachetnatka keřová (Linyphia triangularis), samice
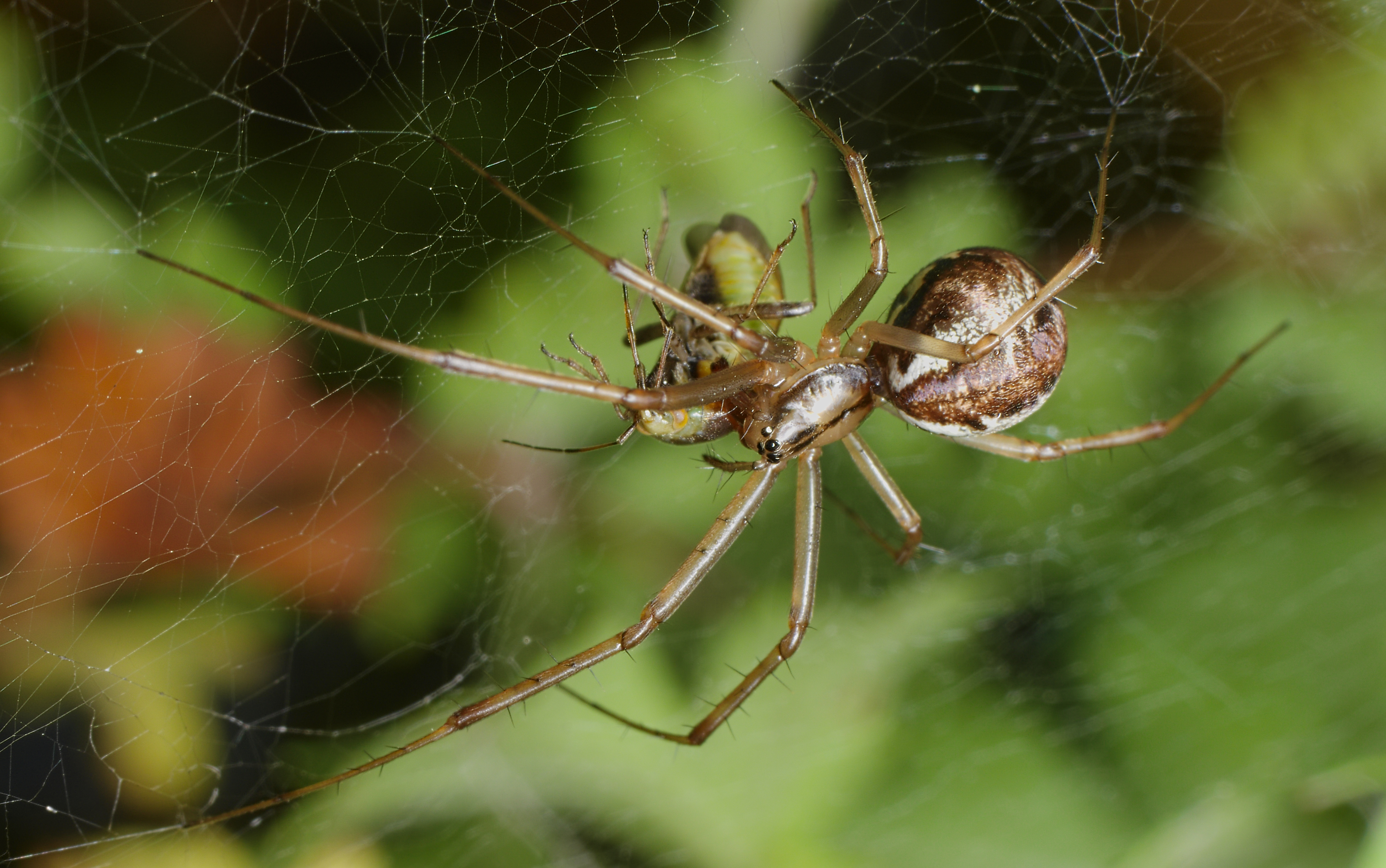
Plachetnatka keřová (Linyphia Triangularis)
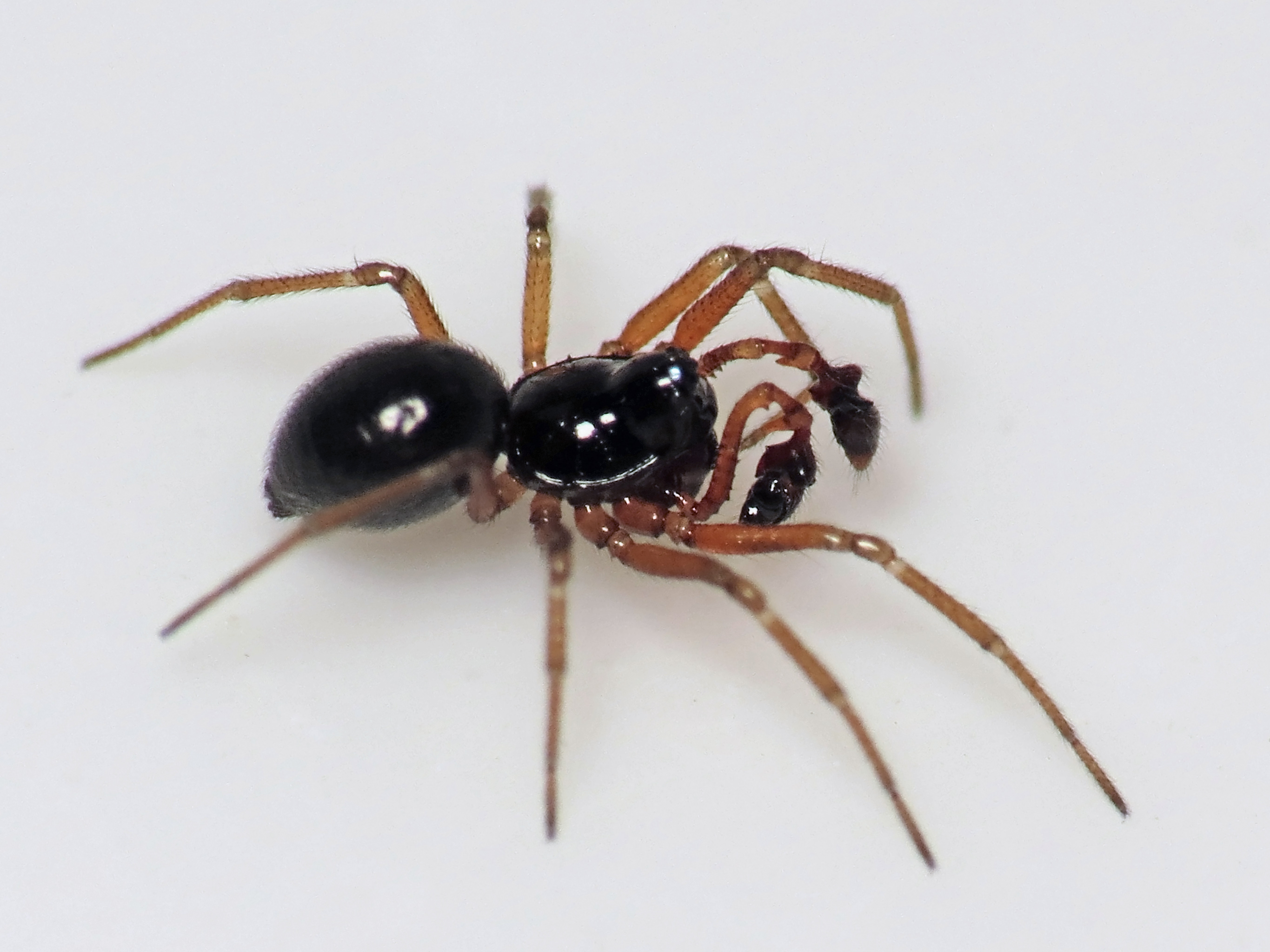
Pavučenka zoubkatá (Erigone dentipalpis), samec
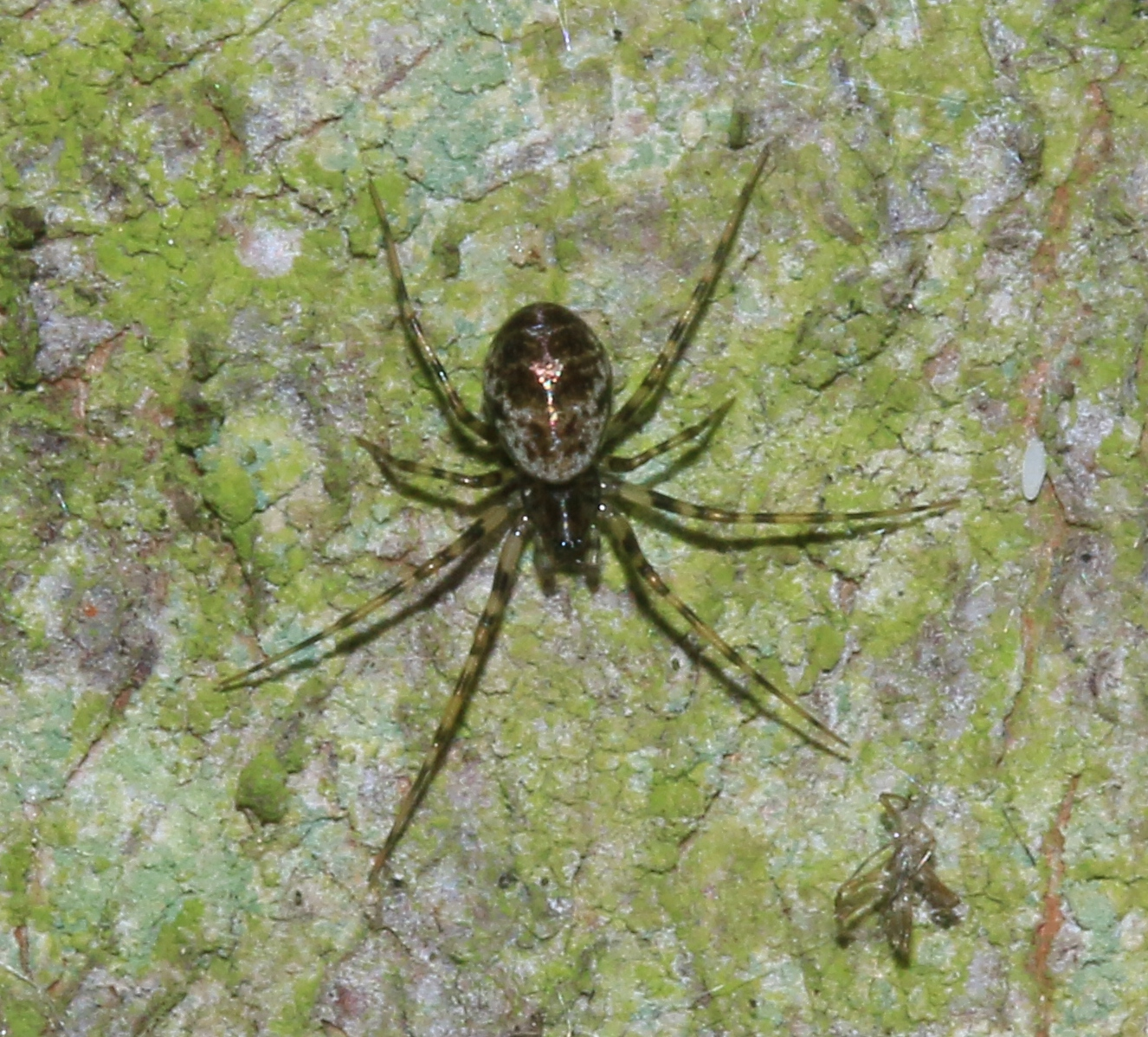
Plachetnatka nákorní (Drapetisca socialis)
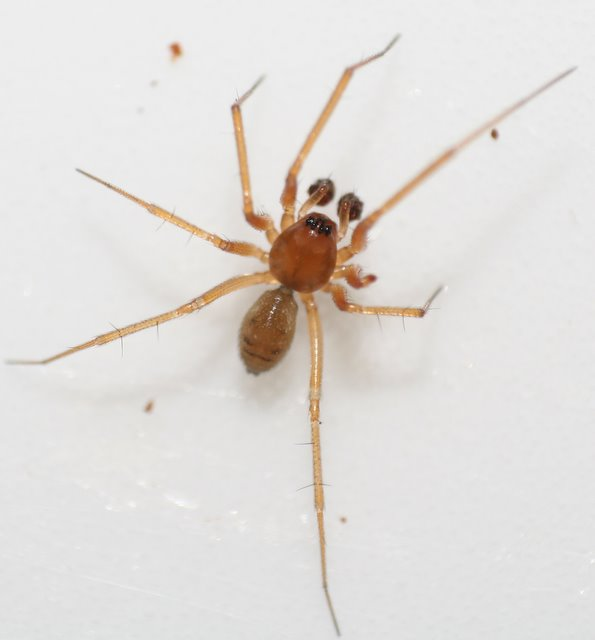
Plachetnatka pozemní (Tenuiphantes cristatus), samec
- Páření plachetnatky keřové (Linyphia triangularis)